# 栖吉川
栖吉川（すよしがわ）は、新潟県長岡市を流れる信濃川水系の一次支川の一級河川。法河川延長13,553メートル。	

## 概要
新潟県長岡市栖吉に源を発し、長岡市内を流下して信濃川に合流する。支川として新柿川（一級河川・延長1,700メートル）とその他3本の支川（いずれも普通河川）があり、3本合わせて延長は5,230メートル、栖吉川水系としては20,483メートルとなっている。
1913年（大正2年）8月27日、台風による豪雨で栖吉川と福島江で破堤して長岡市内の大半が浸水したため、翌年から1915年（大正4年）にかけて改修工事が行われた。また、1968年（昭和43年）に柿川上流からの放水路として新柿川が開削され、栖吉川に接続されている。